# House of Dreams
House of Dreams è il secondo album della band Sunstorm pubblicato nel 2009.

## Tracce
1. Divided
2. Don't Give Up
3. The Spirit Inside
4. I Found Love
5. Say You Will
6. Gutters Of Gold
7. Save A Place In Your Heart
8. Forever Now
9. Tears On The Pages
10. House Of Dreams
11. Walk On

## Formazione
- Joe Lynn Turner – voce
- Dennis Ward – basso / Cori
- Uwe Reitenauer – chitarra
- Thorsten Koehne – chitarra
- Chris Schmidt - batteria
- Günter Werno - tastiere